# Texcoco
Texcoco de Mora is een stad in de deelstaat Mexico, Mexico, ten oosten van Mexico-Stad. De stad heeft ongeveer 110.000 inwoners en is de hoofdplaats van de gemeente Texcoco. Verouderde schrijfwijzen van Texcoco zijn Tetzcoco en Tezcuco.
De stad heeft indrukwekkende Spaanse koloniale architectuur, zoals de kathedraal die boven op een precolumbiaanse piramide gebouwd is. De stad lag aan de oevers van het Texcocomeer. Dat meer is tegenwoordig echter in zo verregaande mate drooggevallen, dat Texcoco er niet meer aan grenst.

## Geschiedenis
Texcoco werd gesticht in de 12e eeuw. Het was een onafhankelijke Nahuatl stadstaat. In 1428 sloot het samen met Tlacopan en Tenochtitlan een verbond, dat de geschiedenis in zou gaan als het Azteekse Rijk. Texcoco werd de hoofdstad van de deelstaat Acolhuacan en de op een na belangrijkste stad binnen het Rijk. Onder koning Nezahualcóyotl groeide Texcoco uit tot een belangrijk cultureel centrum, het 'Athene van de Nieuwe Wereld'. In 1520 nam Hernán Cortés de stad in en vermoordde koning Cacamatzin. Hij installeerde Ixtlilxochitl II als marionet en Texcoco werd de uitvalsbasis voor de belegering van Tenochtitlan.
In 1827 was Texcoco de hoofdstad van de deelstaat Mexico, die later verplaatst werd naar Tlalpan. De stad is later hernoemd naar dr. José María Luis Mora.

## Koningen van Texcoco
- Xolotl (ong. 1160)
- Nopaltzin (ong. 1220-1263)
- Tlotzin (1263-1298)
- Quinatzin (1298-1357)
- Techotlalatzin (1357-1409)
- Ixtlilxochitl I (1409-1418)
- Tezozomoc (1418-1426)
- Maxtla (1426)
- Nezahualcóyotl (1426-1472)
- Nezahualpilli (1472-1515)
- Cacama (1515-1520)
- Coanacoch (1520)
- Tecocol (1520)
- Cocoza (1520)
- Ixtlilxochitl II (1520)

## Geboren
- Claudio Suárez (1968), Mexicaans voetballer

Mexihco · Tenochtitlan      
Acolhuacan · Texcoco      
Tecpanecahpan · Tlacopan